# Lukas Forchhammer
Lukas Forchhammer (sinh ngày 18/09/1988) là một ca sĩ, nhạc sĩ và diễn viên người Đan Mạch. Anh là giọng ca chính của nhóm nhạc Lukas Graham. Những năm đầu tháng khởi đầu sự nghiệp diễn viên, anh ấy đóng vai Grunk trong bộ phim gia đình Đan Mạch Krummerne (1991).